# Olympische Sommerspiele 2020/Hockey/Qualifikation
Für die olympischen Hockeyturniere 2020 konnten sich bei sowohl bei den Männern als auch bei den Frauen 12 Mannschaften qualifizieren. Jede Mannschaft darf maximal 16 Spieler stellen.

## Herren

### Übersicht
| Qualifikationswettbewerb            | Datum                          | Ort             | Plätze | Qualifizierte Teams |
| ----------------------------------- | ------------------------------ | --------------- | ------ | ------------------- |
| Gastgeber                           | 7. September 2013              | Buenos Aires    | 1      | Japan               |
| Asienspiele 2018                    | 19. August – 1. September 2018 | Jakarta         | 1 0    | – *                 |
| Panamerikanische Spiele             | 30. Juli – 10. August 2019     | Lima            | 1      | Argentinien         |
| Afrikanisches Qualifikationsturnier | 12.–18. August 2019            | Stellenbosch    | 1      | Südafrika           |
| Europameisterschaft 2019            | 16.–25. August 2019            | Antwerpen       | 1      | Belgien             |
| Ozeanienmeisterschaft 2019          | 1.–8. September 2019           | Rockhampton     | 1      | Australien          |
| Qualifikationsspiele                | 25. Oktober – 3. November 2019 | Valencia        | 7      | Spanien             |
| Qualifikationsspiele                | 25. Oktober – 3. November 2019 | Amstelveen      | 7      | Niederlande         |
| Qualifikationsspiele                | 25. Oktober – 3. November 2019 | West Vancouver  | 7      | Kanada              |
| Qualifikationsspiele                | 25. Oktober – 3. November 2019 | Bhubaneswar     | 7      | Indien              |
| Qualifikationsspiele                | 25. Oktober – 3. November 2019 | Stratford       | 7      | Neuseeland          |
| Qualifikationsspiele                | 25. Oktober – 3. November 2019 | Mönchengladbach | 7      | Deutschland         |
| Qualifikationsspiele                | 25. Oktober – 3. November 2019 | London          | 7      | Großbritannien      |
| Gesamt                              | Gesamt                         | Gesamt          | 12     | 12                  |

### Asienspiele 2018
Der asiatische Vertreter wurde im Rahmen der Asienspiele 2018 in Jakarta, Indonesien ermittelt. Die japanische Nationalmannschaft gewann das Turnier, da diese bereits als Gastgebernation qualifiziert ist, gab es sieben statt sechs Playoff-Spiele.
| Rang | Mannschaft  |
| ---- | ----------- |
|      | Japan       |
|      | Malaysia    |
|      | Indien      |
| 4    | Pakistan    |
| 5    | Südkorea    |
| 6    | Bangladesch |
| 7    | Oman        |
| 8    | Sri Lanka   |
| 9    | Thailand    |
| 10   | Indonesien  |
| 11   | Kasachstan  |
| 12   | Hongkong    |

### Panamerikanische Spiele 2019
Bei den Panamerikanischen Spielen 2019 in Peru wurde ein Quotenplatz an Argentinien als Sieger dieses Turniers vergeben.
| Rang | Mannschaft          |
| ---- | ------------------- |
|      | Argentinien         |
|      | Kanada              |
|      | Vereinigte Staaten  |
| 4    | Chile               |
| 5    | Trinidad und Tobago |
| 6    | Kuba                |
| 7    | Mexiko              |
| 8    | Peru                |

### Afrikanisches Qualifikationsturnier
Der dem afrikanischen Verband zustehende Quotenplatz wurde in einem Qualifikationsturnier ausgespielt. Südafrika konnte sich unter den sechs Mannschaften durchsetzen und qualifizierte sich für die Spiele.
| Rang | Mannschaft | Sp | S | U | N | Tore  | Diff. | Pkt. |
| ---- | ---------- | -- | - | - | - | ----- | ----- | ---- |
| 1    | Südafrika  | 5  | 5 | 0 | 0 | 28:4  | +24   | 15   |
| 2    | Ägypten    | 5  | 4 | 0 | 1 | 24:7  | +17   | 12   |
| 3    | Ghana      | 5  | 3 | 0 | 2 | 12:18 | −6    | 9    |
| 4    | Simbabwe   | 5  | 1 | 1 | 3 | 8:23  | −15   | 4    |
| 5    | Kenia      | 5  | 1 | 0 | 4 | 9:18  | −9    | 3    |
| 6    | Namibia    | 5  | 0 | 1 | 4 | 6:17  | −11   | 1    |

### Europameisterschaft 2019
An der Europameisterschaft 2019 in Antwerpen spielten 8 Nationen um einen Quotenplatz, der dem Sieger des Turniers zusteht. Die belgische Nationalmannschaft gewann das Turnier im eigenen Land und ist somit für Tokio qualifiziert.
| Rang | Mannschaft  |
| ---- | ----------- |
|      | Belgien     |
|      | Spanien     |
|      | Niederlande |
| 4    | Deutschland |
| 5    | England     |
| 6    | Wales       |
| 7    | Schottland  |
| 8    | Irland      |

### Ozeanien Cup 2019
Am Ozeanien Cup nahmen nur Australien und Neuseeland teil. Diese spielten drei Mal gegeneinander um den Quotenplatz für Ozeanien. Mit zwei Siegen und einem Remis sicherte sich Australien den Quotenplatz.
| Rang | Mannschaft | Sp | S | U | N | Tore | Diff. | Pkt. |
| ---- | ---------- | -- | - | - | - | ---- | ----- | ---- |
| 1    | Australien | 3  | 2 | 1 | 0 | 9:2  | +7    | 7    |
| 2    | Neuseeland | 3  | 0 | 1 | 2 | 2:9  | −7    | 1    |

### Playoff-Spiele
Zusätzlich zu den kontinentalen Qualifikationswettbewerben wurden insgesamt sieben weitere Quotenplätze in Playoff-Spielen vom 25. Oktober bis 3. November vergeben.
| Mannschaft 1   | Gesamt         | Mannschaft 2 | Spiel 1 | Spiel 2 |
| -------------- | -------------- | ------------ | ------- | ------- |
| Spanien        | 6:5            | Frankreich   | 3:3     | 3:2     |
| Niederlande    | 10:5           | Pakistan     | 4:4     | 6:1     |
| Kanada         | 6:6 (5:4 i.S.) | Irland       | 3:5     | 3:1     |
| Indien         | 11:3           | Russland     | 4:2     | 7:1     |
| Neuseeland     | 6:2            | Südkorea     | 3:2     | 3:0     |
| Deutschland    | 10:3           | Österreich   | 5:0     | 5:3     |
| Großbritannien | 9:3            | Malaysia     | 4:1     | 5:2     |

## Damen

### Übersicht
| Qualifikationswettbewerb            | Datum                          | Ort             | Plätze | Qualifizierte Teams |
| ----------------------------------- | ------------------------------ | --------------- | ------ | ------------------- |
| Gastgeber                           | 7. September 2013              | Buenos Aires    | 1      | Japan               |
| Asienspiele 2018                    | 19. August – 1. September 2018 | Jakarta         | 1 0    | – *                 |
| Panamerikanische Spiele             | 30. Juli – 10. August 2019     | Lima            | 1      | Argentinien         |
| Afrikanisches Qualifikationsturnier | 12.–18. August 2019            | Stellenbosch    | 1      | Südafrika           |
| Europameisterschaft 2019            | 16.–25. August 2019            | Antwerpen       | 1      | Niederlande         |
| Ozeanienmeisterschaft 2019          | 1.–8. September 2019           | Rockhampton     | 1      | Neuseeland          |
| Qualifikationsspiele                | 25. Oktober – 3. November 2019 | Perth           | 7      | Australien          |
| Qualifikationsspiele                | 25. Oktober – 3. November 2019 | Changzhou       | 7      | China               |
| Qualifikationsspiele                | 25. Oktober – 3. November 2019 | Valencia        | 7      | Spanien             |
| Qualifikationsspiele                | 25. Oktober – 3. November 2019 | Bhubaneswar     | 7      | Indien              |
| Qualifikationsspiele                | 25. Oktober – 3. November 2019 | Mönchengladbach | 7      | Deutschland         |
| Qualifikationsspiele                | 25. Oktober – 3. November 2019 | London          | 7      | Großbritannien      |
| Qualifikationsspiele                | 25. Oktober – 3. November 2019 | Dublin          | 7      | Irland              |
| Gesamt                              | Gesamt                         | Gesamt          | 12     | 12                  |

### Asienspiele 2018
Der asiatische Vertreter wurde im Rahmen der Asienspiele 2018 in Jakarta, Indonesien ermittelt. Die japanische Nationalmannschaft gewann das Turnier, da diese bereits als Gastgebernation qualifiziert ist, gab es sieben statt sechs Playoff-Spiele.
| Rang | Mannschaft        |
| ---- | ----------------- |
|      | Japan             |
|      | Indien            |
|      | China             |
| 4    | Südkorea          |
| 5    | Malaysia          |
| 6    | Thailand          |
| 7    | Indonesien        |
| 8    | Chinesisch Taipeh |
| 9    | Hongkong          |
| 10   | Kasachstan        |

### Panamerikanische Spiele 2019
Bei den Panamerikanischen Spielen 2019 in Peru wurde ein Quotenplatz an Argentinien als Sieger dieses Turniers vergeben.
| Rang | Mannschaft         |
| ---- | ------------------ |
|      | Argentinien        |
|      | Kanada             |
|      | Vereinigte Staaten |
| 4    | Chile              |
| 5    | Uruguay            |
| 6    | Mexiko             |
| 7    | Peru               |
| 8    | Kuba               |

### Afrikanisches Qualifikationsturnier
Der dem afrikanischen Verband zustehende Quotenplatz wurde in einem Qualifikationsturnier ausgespielt. Südafrika konnte sich unter den fünf Mannschaften mit 4 Siegen und keinem Gegentor durchsetzen. Somit qualifizierte sich Südafrika für die Spiele.
| Rang | Mannschaft | Sp | S | U | N | Tore | Diff. | Pkt. |
| ---- | ---------- | -- | - | - | - | ---- | ----- | ---- |
| 1    | Südafrika  | 4  | 4 | 0 | 0 | 16:0 | +24   | 12   |
| 2    | Ghana      | 4  | 2 | 1 | 1 | 7:8  | −1    | 7    |
| 3    | Simbabwe   | 4  | 2 | 0 | 2 | 6:7  | −1    | 6    |
| 4    | Kenia      | 4  | 1 | 1 | 2 | 2:6  | −4    | 4    |
| 5    | Namibia    | 4  | 0 | 0 | 4 | 2:12 | −10   | 3    |

### Europameisterschaft 2019
An der Europameisterschaft 2019 in Antwerpen spielten 8 Nationen um einen Quotenplatz spielen, der dem Sieger des Turniers zusteht. Die niederländische Nationalmannschaft gewann das Turnier und ist somit für Tokio qualifiziert.
| Rang | Mannschaft  |
| ---- | ----------- |
|      | Niederlande |
|      | Deutschland |
|      | Spanien     |
| 4    | England     |
| 5    | Irland      |
| 6    | Belgien     |
| 7    | Russland    |
| 8    | Belarus     |

### Ozeanien Cup 2019
Am Ozeanien Cup nahmen nur Australien und Neuseeland teil. Diese spielten drei Mal gegeneinander um den Quotenplatz für Ozeanien. Aufgrund gleicher Punktzahl entschied das Torverhältnis zu Gunsten von Neuseeland über die Olympiateilnahme.
| Rang | Mannschaft | Sp | S | U | N | Tore | Diff. | Pkt. |
| ---- | ---------- | -- | - | - | - | ---- | ----- | ---- |
| 1    | Neuseeland | 3  | 1 | 1 | 1 | 6:5  |       |      |
| 4    |            |    |   |   |   |      |       |      |
| 2    | Australien | 3  | 1 | 1 | 1 | 5:6  | −1    | 4    |

### Playoff-Spiele
Zusätzlich zu den kontinentalen Qualifikationswettbewerben wurden insgesamt sieben weitere Quotenplätze in Playoff-Spielen vom 25. Oktober bis 3. November vergeben.
| Mannschaft 1   | Gesamt         | Mannschaft 2       | Spiel 1 | Spiel 2 |
| -------------- | -------------- | ------------------ | ------- | ------- |
| Australien     | 9:2            | Russland           | 4:2     | 5:0     |
| China          | 2:2 (2:1 i.S.) | Belgien            | 0:2     | 2:0     |
| Spanien        | 4:1            | Südkorea           | 2:1     | 2:0     |
| Indien         | 6:5            | Vereinigte Staaten | 5:1     | 1:4     |
| Deutschland    | 9:0            | Italien            | 2:0     | 7:0     |
| Großbritannien | 5:1            | Chile              | 3:0     | 2:1     |
| Irland         | 0:0 (4:3 i.S.) | Kanada             | 0:0     | 0:0     |